# Banskhoh
Banskhoh fou una tikhana o principat vassall de Jaipur, regit per una branca dels kachhawa del subclan kumbhani. Fou un dels dotze Bara Kotri de Jaipur, descendents de Raja Jashi d'Amber (1318-1367). Els seus governants portaven el títol de thakur (noble) i entre ells Dip Singh (vers 1739), Chur Singh, Amar Singh (mort el 1877) i Bairi Sal (adoptat per l'anterior). El representant actual és Raghubir Singh.